# Astazu Occidental
L'Astazu Occidental o Petit Astazou o Marmoré del Cul Occidental, és una muntanya de 3.012 m d'altitud, amb una prominència de 47 m, que es troba al massís del Mont Perdut, entre la província d'Osca (Aragó) i el departament dels Alts Pirineus (França). S'accedeix per la Vall de Pineta des del refugi de Pineta (1.240 m).